# Савенко Анатолій Іванович
Савенко Анатолій Іванович (* 16 (28) грудня 1874, Переяслав, Полтавська губернія, Російська імперія — † 1922, Керч, Кримська АСРР, Російська СФРР) — російський громадський та політичний діяч націоналістичного спрямування українського походження, юрист, автор путівників.

## Життєпис
Народився у Переяславі (Полтавська губернія). Закінчив Київський університет.
У 1900-1910-х брав активну участь у політичному житті Києва. Голова Київського клубу російських націоналістів. Автор памфлету «Украинцы или малороссы».

Депутат IV Державної Думи Росії від Київської губернії. Називав себе «малоросом», але відкидав тотожність цього поняття із «українцем»:
|  | …Ми, по перше, взагалі не українці – …ми, малороси, узагалі не вважаємо себе українцями, ми вважаємо себе винятково російськими людьми… |

Брав участь у білому русі, емігрував до Туреччини, таємно повернувся на батьківщину. Помер у Керчі.

## Праці
- Савенко А. И. Великая церковь Киево-Печерской Лавры. — Киев, 1901.
- Савенко А. И. Путеводитель по Днепру и Десне от Киева до Екатеринослава и Чернигова. — Киев, 1902.
- Савенко А. И. Столица Северской земли. Из поездки в Чернигов. — Киев, 1903.
- Савенко А.И. Наше национальное имя // Малая Русь. : сборник. — Киев : Паевое товарищество, 1918. — Вип. 1. — С. 20-32.
- Савенко А.И. К вопросу о самоопределении населения Южной России // Труды подготовительной по национальным делам комиссии, малорусский отдел. — Одесса, 1919. — Вип. 1. Сборник статей по малорусскому вопросу.
- Савенко А.И. Украинцы или Малороссы? Національное самоопредѣленіе населенія Южной Россіи. — Ростов-на-Дону, 1919. — 32 с.
- Украинский сепаратизм в России. Идеология национального раскола. — С. 291-300. — (Пути русского имперского сознания) — 5000 прим. — ISBN 5-89097-010-0.